# ひがた美人
ひがた美人（ひがたびじん）は、大分県中津市の中津干潟で養殖される牡蠣のブランド。大分県漁業協同組合中津支店が用いている。2016年現在、干潟で養殖される日本国内唯一の牡蠣である。
干潟での干満差を活かした養殖方法で育てられており、他の産地の牡蠣よりも身が引き締まっており、味が濃厚である。
大分県内や首都圏の飲食店に出荷されるほか、郵便局のふるさと小包でも取り扱われ、中津市のふるさと納税の返礼品にもなっている。また、日本国内だけでなく香港へも出荷されている。地元では、ひがた美人を提供するカキ小屋が開かれる。また、道の駅なかつのレストランでも提供される。